# Rognée
Rognée (en wallon Rojneye) est une section de la ville belge de Walcourt située en Région wallonne dans la province de Namur.
Commune bornée au nord par Berzée, à l’est par Pry, au sud par Fontenelle et à l’ouest par Castillon.
C'était une commune à part entière avant la fusion des communes de 1977.

## Évolution démographique
- Source: DGS, 1831 à 1970=recensements population, 1976= habitants au 31 décembre

## Histoire
On a retrouvé au lieu-dit Peruwez, sur un site déjà occupé à l'époque néolithique, une villa romaine assez importante et luxueuse. Elle était située le long de la route de Bavai à Trèves et se présentait suivant un plan quadrangulaire autour d'un atrium à péristyle.
Le village est cité dans le polyptyque de l'abbaye de Lobbes en 869.
À une date inconnue, Rognée se trouve partagé du point de vue territorial entre la principauté ecclésiastique de Liège, par les possessions de la maison de Morialmé, et le comté de Namur, avec le fief de Thy-le-Château.
La paroisse — dédiée à N-D puis à la Visitation de la Vierge — est érigée en 1217 à la collation du chapitre de Thuin.
En 1830, la population s’élève à 337 habitants répartis dans 55 maisons et 5 fermes. On compte 45 chevaux, 13 poulains, 66 bêtes à cornes, 18 veaux, 50 porcs et 700 moutons.

## Patrimoine
- Eglise Notre-Dame de la Visitation. Edifice de style néo-classique daté de 1857[2].
- Presbytère, place Communale. Date de la fin du XVIIIe siècle[3].
- Château de Rognée. Quadrilatère du XIXe siècle, ancienne propriété de la famille Hubert[4].
- Ferme du Moulignat. Isolée dans le creux de la vallée du ruisseau Fond des Bois, exploitation agricole composée de deux volumes perpendiculaire datant du XIXe siècle. Site probable d'une forge citée dès le XVe siècle[5].

## Économie
Économie tournée vers l'agriculture. À la fin du XIXe siècle, exploitation d’une carrière de pierre bleue. Ferme-château privé.